# Санде Стойчевски
Санде Стойчевски (на македонска литературна норма: Санде Стојчевски) е поет, есеист, литературен критик и преводач от Северна Македония.

## Биография
Роден е в 1948 година в кумановското село Студена бара, тогава в Югославия. Завършва Филологическия факултет „Блаже Конески“ на Скопския университет. Работи като новинар, а после като редактор в образователната редакция на Радио Скопие, като редктори, главен редактор и директор на книгоиздателството „Македонска книга“, и като главен редактор на списанието „Стремеж“. Работи в Националната библиотека „Свети Климент Охридски“ в Скопие. Председател на балканската книжовна манифестация „Рацинови срещи“. Член е на Дружеството на писателите на Македония от 1972 година и на Македонския ПЕН център.

## Творчество
- Кралот на лебедите (поезия, 1972),
- Фенери низ маглата (поезия, 1977),
- Златна гранка (поезия, 1980),
- Возбудата на јадрото (есета, 1982),
- Вечерна (поезия, 1985),
- Абор гора (поезия, 1987),
- Големата побуда (есета, 1988),
- Лов на блесок (поезия, 1990),
- Залив пред јасното (поезия, 1990),
- Есен во вселената (поезия, 1991),
- Радоста од читањето (есета, 1991),
- Ни ден без габи (книга за природата и ведрината, 1991),
- Кубоа (поезия, 1993),
- Кралицата од корицата (поезия, 1994),
- Пофалба на разговорот (разговори и есета, 1994),
- Страв од тишината (есета, 1995),
- Скалд (поезия, 1995),
- Врв (поезия, 1996),
- Совршенство или совршенство (поетични есета, 1997),
- (З)аум (поема, 1999),
- Великата лирска песна (есета, 1999).
- Трмка (поезия, 2001)
- Опсада на загатката (есета и критики, 2002)
- Сипкава преѓа е свет (поезия, 2003)
- Патот до песната (есета и разговори, 2006)
- За восхитот и за пораката (теория на книжовноста и полемика, 2007)
- Доречувања (есеи, 2008)
- Узда од ѕвезда (поезия, 2009)

Съавтор е на петтомното издание „Македонска книжевност во книжевната критика“ (1973).
Носител е на наградите: „Кочо Рацин“, „Григор Пърличев“, „Димитър Митрев“.